# 那年夏天的加油站
《那年夏天的加油站》（英語：Garage）是一部2007年由兰尼·阿伯拉罕森执导、马克·奥哈洛伦（Mark O'Halloran）编剧的爱尔兰电影，他们也是《亞當與保羅》的创作团队。这部电影由帕特·肖特（Pat Shortt）、安妮-玛丽·达夫（Anne-Marie Duff）和康纳·J·瑞安（Conor J. Ryan）主演。影片讲述了一名孤独的加油站员工如何逐渐走出自己封闭的内心世界的故事。
《那年夏天的加油站》在戛纳电影节上赢得了CICAE艺术与实验电影奖，在第25届都灵电影节上获得了最佳影片奖。

## 剧情
乔西（帕特·肖特饰）是一个善良但有学习障碍的男人，他生活在爱尔兰乡村的一座小村庄里，在一家加油站工作。加油站的老板加拉格先生是乔西以前的同学，但他对加油站并不感兴趣，只是在等待开发商出价以便卖掉加油站。对于乔西来说，每一天都几乎没有变化，日复一日的工作和在当地酒吧里喝几杯啤酒，哪怕酒吧的常客经常嘲笑他。善良的乔西唯一的伙伴是一匹独自拴在田野里的大马，他经常跟这匹马说话，给牠送食物。
一天，乔西的老板雇了女友15岁的儿子大卫（康纳·瑞安饰）来帮乔西的忙。随着时间的推移，乔西和大卫在慢节奏的加油站生活中逐渐建立了联系。一天晚上下班后，乔西天真地和大卫一起喝啤酒，他们坐在加油站后面看日落。乔西后来加入了大卫和其他当地青少年一起在铁路旁边喝啤酒。生活中新增的社交活动提升了乔西的自信。在当地的酒吧里，他邀请当地的店主卡梅尔（安妮-玛丽·达夫饰）跳舞，但后来卡梅尔冷漠地告诉他他对她没有任何吸引力。
乔西和大卫的友谊发展得不错，直到有一天，乔西下班后给大卫看了一部卡车司机给他的色情片。大卫感到不适，离开了。乔西意识到情况不对，跟着大卫出去了，但他未能解释清楚。
大卫下周又来了，但没有像往常一样下班后留下来，而是跟着公开嘲笑并鄙视乔西的当地男孩德克兰一起离开了。尽管如此，乔西还是友好地给德克兰递了啤酒并道别。第二天，当地警察来到加油站，把乔西带到了警察局，因为有人“提出了投诉”。原来，大卫把上周末的事情告诉了德克兰，而德克兰又把这件事传到了大卫母亲的耳中，结果大卫母亲得知乔西给她儿子提供了酒，还给他看了色情片。乔西在与一名同情他的警官交谈时解释说，这只是“开玩笑”和“纯粹无害的”。虽然没有提出指控，但警察还是要求乔西远离镇子，特别是避免与大卫接触。乔西回到加油站。在吃晚饭时，他突然意识到了发生了什么。
第二天，加拉格先生来到加油站。虽然没有明确说明，但暗示乔西或加油站的日子已经到头了。当晚，乔西无法入睡，他穿好衣服，坐在床边。黎明时分，他走到河边，坐在岸上。然后，他脱下自己擦得锃亮的鞋子和袜子，把加油站的帽子整齐地放在上面，接着张开双臂缓缓走进水中。
在最后的场景中，那匹曾被拴在田野里的孤独的马被解开了缰绳。牠停下脚步，直接看向镜头，画面突然变黑。

## 演员
- 帕特·肖特（Pat Shortt） 饰 乔西
- 安妮-玛丽·达夫（Anne Marie Duff） 饰 卡梅尔
- 康纳·J·瑞安（Conor J. Ryan） 饰 大卫
- 约翰·基奥（John Keogh） 饰 加拉格先生
- 加里·利尔本（Gary Lilburn） 饰 瓦尔
- 布莱恩·多赫蒂（Brian Doherty） 饰 冯
- 唐·怀彻利（Don Wycherley） 饰 布雷夫尼
- 安德鲁·贝内特（Andrew Bennett） 饰 苏利
- 汤米·菲茨杰拉德（Tommy Fitzgerald） 饰 德克兰
- 苏西·劳勒（Suzy Lawlor） 饰 露易丝

## 制作
这部电影于2006年夏末在爱尔兰奧法利郡的克洛亨（Cloghan）、戈尔韦郡的伍德福德（Woodford）和蒂珀雷里郡的拉斯卡宾（Rathcabbin）取景拍摄，耗时六周。部分室内场景在都柏林拍摄。影片的初剪版时长为两小时，后来缩短到85分钟。电影由爱尔兰电影委员会、Film 4、RTÉ和爱尔兰广播委员会联合出资拍摄。影片的首映礼在拉斯卡宾举行，那里也是加油站场景的拍摄地。电影最初在爱尔兰的11家电影院进行了有限上映，之后逐步扩展上映。

## 评价
《那年夏天的加油站》在戛纳电影节上展映后，获得了普遍好评。《爱尔兰时报》称：“帕特·肖特饰演主角令人惊艳。他为乔西这个角色带来了一种精彩的肢体表现。”《每日银幕》也给出了好评，称“影片前两部分的喜剧节奏，无论是演员还是导演，都无可挑剔。”RTÉ评价道：“帕特·肖特饰演的这个异类角色随着每个场景的推进越来越令人动容”，给了四星的评价。

### 奖项
除了在戛纳电影节上赢得CICAE艺术与实验电影奖外，《那年夏天的加油站》还入选了倫敦影展、多倫多國際電影節、圣保罗电影节、都灵电影节和釜山電影節。影片在2008年爱尔兰电影电视奖上获得了四项大奖：最佳影片、最佳导演（莱尼·亚伯拉罕森）、最佳剧本（马克·奥哈洛伦）和最佳男主角（帕特·肖特）。